# Лучшему новичку
Приз «Лучшему новичку» был учреждён редакцией журнала «Спортивные игры» в 1986 году. Ранее (с 1964 по 1975 год) существовал приз «Лучшие дебютанты сезона». Он вручался лучшему дебютанту чемпионата СССР по футболу согласно результатам опроса ведущих специалистов футбола.
| Сезон | Победитель          | Клуб             |
| ----- | ------------------- | ---------------- |
| 1986  | Игорь Добровольский | Динамо (Москва)  |
| 1987  | Александр Мостовой  | Спартак (Москва) |
| 1988  | Вадим Роговской     | Торпедо (Москва) |
| 1989  | Олег Лужный         | Динамо (Киев)    |
| 1990  | Сергей Юран         | Динамо (Киев)    |
| 1991  | Валерий Величко     | Динамо (Минск)   |